# Ocotea candidovillosa
Ocotea candidovillosa är en lagerväxtart som beskrevs av Lorea-hern.. Ocotea candidovillosa ingår i släktet Ocotea och familjen lagerväxter. Inga underarter finns listade i Catalogue of Life.